# L'Honnête Criminel, ou l'Amour filial
L'Honnête Criminel, ou l'Amour filial est une pièce de théâtre de Charles-Georges Fenouillot de Falbaire de Quingey. C'est un drame en 5 actes et en vers, représenté pour la première fois le 2 février 1768 chez le duc de Villeroy.